# 에런 완비사카
에런 완비사카(영어: Aaron Wan-Bissaka, 1997년 11월 26일 ~ )는 콩고민주공화국의 축구 선수이며, 주 포지션은 라이트 백이다. 현재는 웨스트햄 유나이티드에서 뛰고 있다.